# Hengerszék

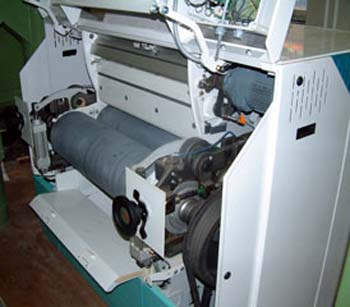
Modern hengerszék

A hengerszék egy malomipari berendezés, amelyben egymással szemben különböző sebességgel megforgatott rovátkolt, vagy mattírozott, kéregöntött fémhengerek helyezkednek el. Az egymással szemben forgó hengerek (hengerpár) közötti hézagba valamilyen szemesterményt (búza, kukorica, rizs, rozs, árpa stb.), vagy más félkész őrleményt engednek, amely a hengerek közötti kerületi sebesség különbözetéből adódóan őrlődik.
Magyar találmány, feltalálója Mechwart András.